# Allopontonia brockii
Espèce
Allopontonia brockii est une petite crevette qui appartient à la famille des Palaemonidés.

## Description
Cette espèce de crevette peut par méprise être facilement confondue avec la Galathée élégante de par ses longues chélipèdes, la forme visible de sa carapace, son abdomen légèrement incurvé sous le corps et par sa coloration. Cependant, Allopontonia brockii diffère en plusieurs points de la Galathée élégante : le rostre est pointu et cranté, les pattes dont les chélipèdes sont lisses et sans épines,.
La coloration varie du jaune pâle au rouge orangé avec une seule large bande longitudinale blanchâtre parfois bordée d'un liseré sombre.
La taille de l'animal ne dépasse pas 1 cm de long.

## Habitat et répartition

### Distribution
Cette espèce est présente dans tout le bassin Indo-Pacifique, Mer Rouge incluse, jusqu'aux côtes orientales de l'Océan Pacifique.

### Habitat
Allopontonia brockii est considérée comme une espèce commensale de diverses espèces d'oursins appartenant au genre Salmaciella, Salmacis, Asthenosoma ou Pseudoboletiana. Cependant, Allopontonia brockii est généralement observée sur Asthenosoma varium ou aussi connu sous le nom vernaculaire d'Oursin de feu ou Oursin cuir venimeux.

## Biologie et comportement

### Alimentation
Allopontonia brockii profite de son hôte qui se déplace sur le substrat pour capter sa nourriture au passage et bénéficie également de la nourriture potentielle qui s'accroche à l'oursin.

## Comportement
Peu de documents publics relatant cette crevette existent. Toutefois, il est possible de supposer que Allopontonia brockii vit en couple sur son hôte.[réf. nécessaire]

## Synonymes
Allopontonia brockii a été décrit sous d'autres noms considérés comme des synonymes :
- Allopontonia iani, Bruce, 1972
- Anchistia brockii, De Man, 1888
- Periclimenes signatus, Kemp, 1925
- Periclimenes priodactylus, Bruce, 1992